# Genrōin

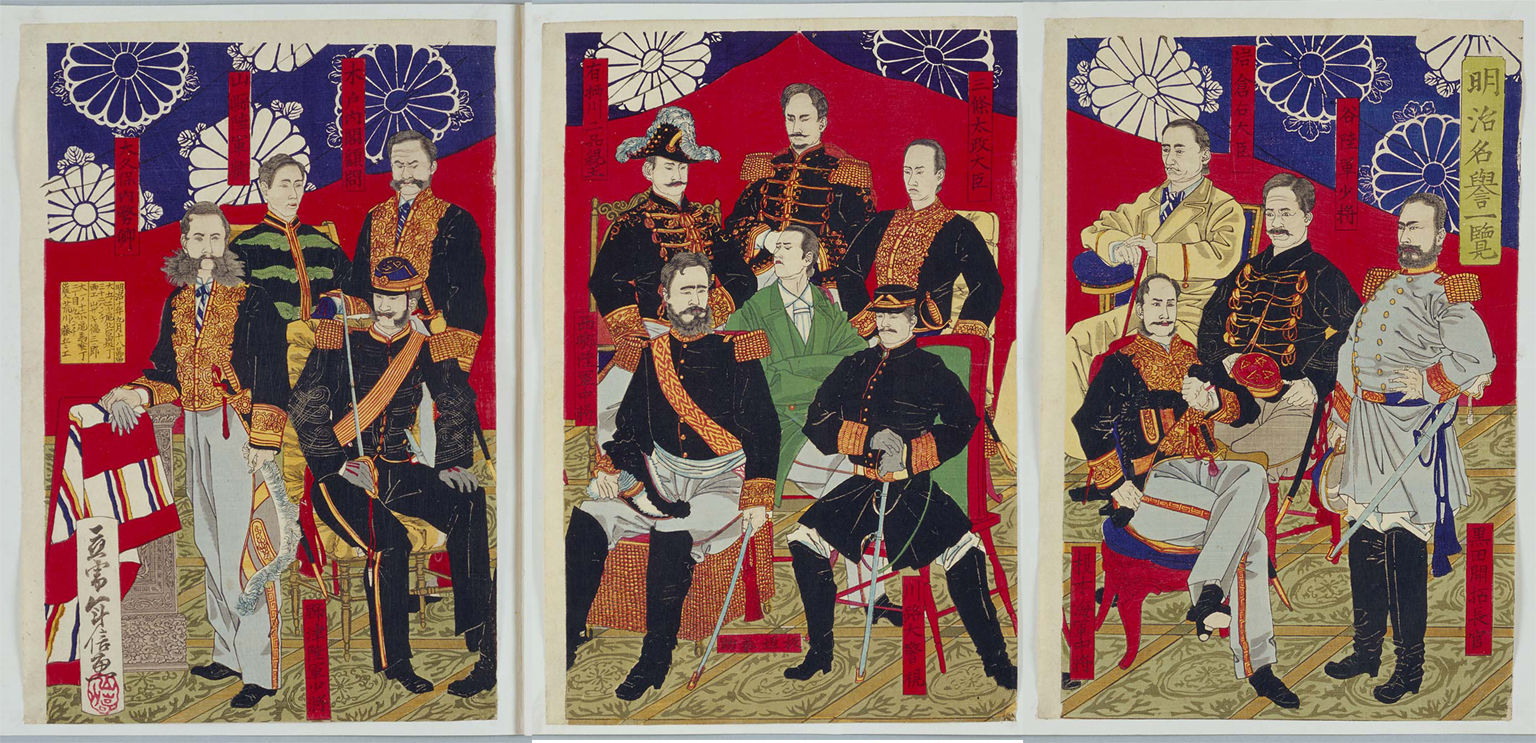
Genrōin

O Genrōin ( 元老院, Câmara dos Sêniores) foi uma assembleia nacional estabelecida depois da Conferência de Osaka de 1875, nos primórdios da era Meiji no Japão. Também foi conhecido como Senado do Japão
O Movimento de Liberdade e dos Direitos Humanos e os liberais dentro da oligarquia Meiji abandonaram o governo Meiji em busca de um estabelecimento de uma assembleia nacional com uma maior democracia representativa.  A conferência de Osaka de 1875 resolveu esse problema com o estabelecimento do Genrōin, uma assembleia nacional cujos membros (em teoria nomeados diretamente pelo Imperador) eram provenientes da nobreza, de classes superiores, da burocracia e de vários eruditos. O  Genrōin foi o único sistema quase-legislativo do Império japonês, onde tinham o poder de revisar legislações e fazer recomendações, porém não tinham o poder de propor legislações. Como assembleia, substituiu a Câmara da esquerda (左院 Sain).
Em 1876, o  Genrōin foi chamado para fazer um esboço de uma constituição para o Japão, a qual foi completada em 1880, contudo foi rejeitada por Ito Hirobumi e Iwakura Tomomi por ser demasiado liberal. 
O Genrōin foi substituído pela Dieta do Japão em 1890.
Não deve ser confundido com o Genrō, os estadistas sêniores. A maioria dos  Genrō foram membros do Genrōin, porém nem todos os membros do Genrōin eram  Genrō.